# معاهده دفاع متقابل جمهوری چین و آمریکا
معاهده دفاع متقابل چین و آمریکا (SAMDT) که به‌طور رسمی پیمان دفاع متقابل بین ایالات متحده آمریکا و جمهوری چین است، یک پیمان دفاعی بود که بین ایالات متحده و جمهوری چین (تایوان) از سال ۱۹۵۵ تا ۱۹۸۰ امضا شد. هدف آن دفاع از جزیره تایوان در برابر تهاجم جمهوری خلق چین بود. برخی از محتوای آن پس از شکست دعوای گلدواتر علیه کارتر به قانون روابط تایوان در سال ۱۹۷۹ منتقل شد.

## تعهدات

نشان فرماندهی دفاعی تایوان ایالات متحده (USTDC, 1955–1979)

نشان MAAG، تایوان (۱۹۵۱–۱۹۷۹)

این معاهده از ده ماده اصلی تشکیل شده است. محتوای این معاهده شامل این بود که اگر یک کشور مورد حمله قرار گیرد، کشور دیگر کمک و پشتیبانی نظامی می‌کند.
این معاهده فقط به دفاع از جزیره تایوان و پسکادورس محدود شد. کینمن و ماتسو توسط این معاهده محافظت نشدند؛ بنابراین، ایالات متحده در جریان دومین بحران تنگه تایوان خودراکنار کشید. این معاهده همچنین جمهوری چین را از آغاز هرگونه اقدام نظامی علیه سرزمین اصلی چین منصرف کرد، زیرا فقط تایوان و پسکادورس در آن گنجانده شده بودند و از اقدامات نظامی یکجانبه حمایت نمی‌شد.

## تأثیر
1. روابط بین ایالات متحده و اتحاد جماهیر شوروی کاهش یافته است و ایالات متحده از «ضد حمله به سرزمین اصلی» حمایت نمی‌کند. نیروهای مسلح جمهوری چین با شکست‌های بیشتر و پیروزی کمتر به ضدحمله در مقیاس کوچک ادامه دادند. در نتیجه، ارتش ملی سه فرصت بزرگ (جهش بزرگ به جلو در سال ۱۹۵۸، درگیری مرزی چین و هند در سال ۱۹۶۲، و انقلاب فرهنگی در سال ۱۹۶۶) را از دست داد، که به‌طور کامل امید دولت جمهوری چین برای حمله متقابل را خفه کرد. سرزمین اصلی.[نیازمند منبع]
2. مزایای این معاهده به تایوان و ایالات متحده محدود نمی‌شود، بلکه به کل غرب اقیانوس آرام گسترش می‌یابد، که کمی با پیمان همکاری و امنیت ایالات متحده و ژاپن و پیمان دفاع متقابل ایالات متحده و فیلیپین متفاوت است.[۲]
3. روح اساسی این معاهده ضد کمونیستی است. این نه تنها به دفاع از تایوان با نیروی نظامی کمک می‌کند، بلکه از نفوذ کمونیسم به تایوان نیز جلوگیری می‌کند.[۳]
4. این معاهده تصریح می‌کند که علاوه بر دفاع از خود، اقدامات نظامی جمهوری چین علیه تایوان علیه سرزمین اصلی چین نیز باید با محدودیت‌های مورد توافق ایالات متحده مطابقت داشته باشد. ترومن سیاست بی‌طرفی را در سراسر تنگه تایوان تا حدودی احیا کرد.
5. جلوگیری از حمله ح‌ک‌چ به تایوان و ایجاد وضعیت تقسیم طولانی‌مدت دو طرف تنگه تایوان. نیروهای آمریکایی مستقر در تایوان برای ایجاد امنیت نظامی برای تضمین توسعه تایوان و تبدیل بحران تایوان به صلح.[۴]
6. ماهیت این معاهده شامل رفاه سیاسی، نظامی، اقتصادی و اجتماعی است و یک معاهده چند منظوره است.[۵]

## خاتمه دادن
اگرچه این معاهده محدودیت زمانی نداشت، اما ماده ۱۰ معاهده مقرر می‌داشت که هر یک از طرفین یک سال پس از اطلاع طرف دیگر می‌توانند معاهده را فسخ کنند. بر این اساس، این معاهده در اول ژانویه ۱۹۸۰، یک سال پس از برقراری روابط دیپلماتیک ایالات متحده با جمهوری خلق چین در ۱ ژانویه ۱۹۷۹ به پایان رسید.

## قانون روابط تایوان
مدت کوتاهی پس از به رسمیت شناختن جمهوری خلق چین توسط ایالات متحده، کنگره ایالات متحده قانون روابط تایوان را تصویب کرد. برخی از محتوای این معاهده در قانون باقی مانده است. به عنوان مثال تعریف «تایوان». با این حال، وعده کمک نظامی مستقیم تایوان در صورت تهاجم را نمی‌دهد.